# There for You
«There for You» es una canción producida por el DJ y productor holandés, Martin Garrix y el cantante australiano, Troye Sivan. Este fue liberado el 26 de mayo de 2017. El álbum de remixes fue liberado el 18 de agosto de 2017, presentando remixes de Araatan, Bali Bandits, Bart B More, Julian Jordan, Madison Mars, Vintage Culture, King Arthur, Goldhouse, Brohug, Lione y Lontalius.

## Antecedentes
Garrix debutó la canción con Troye Sivan, quien se unió a él en el escenario para presentarse en el Festival de Música y Arte Coachella Valley del Empire Polo Club en Indio, California el 14 de abril de 2017.
Troye Sivan anunció el título en Twitter e indicó que la canción tendría un lanzamiento oficial, diciendo "Los quiero mucho y no puedo esperar a que tenga esta canción en sus teléfonos". Garrix anunció que "There for You" estaría disponible oficialmente el 26 de mayo a través de una publicación de Instagram. Reveló la obra de arte de la canción en un post en Twitter.

## Lista de canciones
| Descarga digital |                 |          |  |
| N.º              | Título          | Duración |  |
| 1.               | «There for You» | 3:41     |  |

| EP (The Remixes) |                                                 |          |  |
| N.º              | Título                                          | Duración |  |
| 1.               | «There for You» (Araatan Remix)                 | 2:49     |  |
| 2.               | «There for You» (Bali Bandits Remix)            | 3:12     |  |
| 3.               | «There for You» (Dzeko Remix)                   | 2:39     |  |
| 4.               | «There for You» (Bart B More Remix)             | 2:54     |  |
| 5.               | «There for You» (Julian Jordan Remix)           | 3:03     |  |
| 6.               | «There for You» (Madison Mars Remix)            | 2:55     |  |
| 7.               | «There for You» (Vintage Culture & Kohen Remix) | 3:25     |  |
| 8.               | «There for You» (King Arthur Remix)             | 3:56     |  |
| 9.               | «There for You» (Goldhouse Remix)               | 3:03     |  |
| 10.              | «There for You» (Brohug Remix)                  | 3:23     |  |
| 11.              | «There for You» (Lione Remix)                   | 4:35     |  |
| 12.              | «There for You» (Lontalius Remix)               | 3:46     |  |

## Créditos y personal
- Martin Garrix - composición, producción
- Troye Sivan - composición
- Brett McLaughlin - composición, producción
- Ben Burgess - composición
- William Lobban Bean - composición
- Jessie Thomas - composición
- Cooks Classics - productores
- Bart Schoudel - producción, ingeniería
- Chelsea Avery - producción, métodos de trabajo
- Jacob Bixenman - producción, métodos de trabajo

## Posicionamiento en listas
| Lista (2017)                              | Mejor posición |
| ----------------------------------------- | -------------- |
| Australia (ARIA)                          | 23             |
| Austria (Ö3 Austria Top 40)               | 25             |
| Bélgica (Flandes) (Ultratop 50)           | 19             |
| Bélgica (Valonia) (Ultratop 50)           | 15             |
| República Checa (Rádio Top 100)           | 21             |
| Dinamarca (Tracklisten)                   | 26             |
| Finlandia (OFC)                           | 19             |
| Francia (SNEP)                            | 78             |
| Alemania (Media Control AG)               | 31             |
| Italia (FIMI)                             | 30             |
| Países Bajos (Dutch Top 40)               | 11             |
| Países Bajos (Mega Single Top 100)        | 12             |
| Nueva Zelanda (Recorded Music NZ)         | 22             |
| Noruega (VG-lista)                        | 31             |
| Escocia (Scottish Singles Sales Chart)    | 30             |
| Eslovaquia (Rádio Top 100)                | 53             |
| España (PROMUSICAE)                       | 62             |
| Suecia (Sverigetopplistan)                | 34             |
| Suiza (Schweizer Hitparade)               | 24             |
| Reino Unido (UK Singles Chart)            | 40             |
| US Billboard Hot 100                      | 94             |
| US Hot Dance/Electronic Songs (Billboard) | 12             |

## Certificaciones
| País   | Organismo certificador | Certificación | Ventas certificadas | Ref.   |
| ------ | ---------------------- | ------------- | ------------------- | ------ |
| México | AMPROFON               | Platino + Oro | 90,000              | [ 44 ] |